# Stare (Evul Mediu)

Clericul, cavalerul și țăranul - clerul (oratores), noblimea (bellatores) și oamenii simpli (laboratores) - British Library, Man.-Nr. Sloane 2435 f. 85, sec. al XIII-lea (c. 1285)

Societatea europeană din Evul Mediu și din Epoca modernă era structurată în mai multe stări (latină statūs, singular status), numite și stări de naștere. Stările sunt grupuri sociale departajate clar între ele prin reguli legale (privilegii și dezavantaje), cum erau, de exemplu, plebeii și patricienii în Roma Antică. Stările s-au dezvoltat în epoca carolingiană din stratificările de ordin tribal moștenite din Antichitatea romană până în  Evul Mediu Timpuriu Cel mai cunoscut sistem este cel francez care, până la Revoluția Franceză, avea trei stări: clerul (starea întâi), nobilimea (starea a doua) și oamenii de rând (țărani liberi, meșteșugari etc. care formau starea a treia). Unele state (în special cele din Scandinavia și Rusia) considerau burghezia și țăranii liberi stări separate.
Stările tind să fie niște grupuri închise deoarece apartenența la una dintre stări este determinată în mod normal de circumstanțele nașterii (familia, chiar primogenitura – determinată de sex și ordinea nașterii). În general nu există loc pentru nicio mobilitate socială, ca ascensiune sau coborâre de la propriul nivel, stările fiind astfel caracterizate de stagnare spre deosebire de clasele sociale care sunt definite de interese economice ce determină ascensiunea și coborârea socială continuă.